# میتان لوپز
میتان لوپز (انگلیسی: Maitane López؛ زادهٔ ۱۳ مارس ۱۹۹۵) بازیکن فوتبال اهل اسپانیا است.
از باشگاه‌هایی که در آن بازی کرده‌است می‌توان به باشگاه فوتبال زنان رئال سوسیداد اشاره کرد.
وی همچنین در تیم‌های ملی فوتبال Spain women's national under-17 football team و Spain women's national under-19 football team بازی کرده‌است.